# Discestra meridionalis
Discestra meridionalis là một loài bướm đêm trong họ Noctuidae.